# Брдиці-при-Неблем
Брдиці-при-Неблем (словен. Brdice pri Neblem) — мале поселення на північний захід від с. Доброво в общині Брда, Регіон Горишка, Словенія. Висота над рівнем моря: 128,2 м.